# Catherine Howard
Catherine Howard (Lambeth, 1521 circa – Londra, 13 febbraio 1542) è stata una nobildonna inglese, regina consorte d'Inghilterra e Irlanda come quinta moglie del re Enrico VIII Tudor.

## Biografia
Non è nota la data esatta di nascita di Catherine Howard, che deve collocarsi tra il 1520 e il 1523 circa.
L'ambasciatore francese Charles Marillac le attribuì un'età di diciott'anni all'epoca delle nozze con Enrico VIII, età sulla quale concorda anche lo storico Lacey Baldwin Smith, autore dell'opera più dettagliata dedicata alla giovane regina, che propone come probabile data di nascita l'anno 1521.
Il nome della giovane risulta, in alcuni scritti, sillabato come "Catherine", altrove "Katheryn" o "Kathryn".
Catherine era nipote del potente Duca di Norfolk, nonché cugina prima di Anna Bolena.
Nonostante l'alto lignaggio della famiglia la giovane era cresciuta in condizioni di relativa povertà. Il padre, Lord Edmund, pur essendo stato investito del titolo di cavaliere nel 1515 non fece ulteriore carriera e passò gran parte della propria vita oberato dai debiti.
Catherine era probabilmente una dei più giovani dei circa dieci figli che Lord Edmund ebbe dalla moglie, Joyce Culpeper, cui si univano altri figli avuti dalla madre nel primo matrimonio. La madre di Catherine era già morta quando la figlia era ancora una bambina, mentre il padre morì a Calais attorno al 1539, poco prima che la figlia entrasse a servizio di Anna di Clèves.
Catherine trascorse l'infanzia a Oxenheath e alla sua educazione provvide per gran parte Agnes Tylney, duchessa vedova di Norfolk, nella cui residenza di  Lambeth erano ospitate ed educate altre giovani di origine aristocratica, secondo un'usanza tipica del sedicesimo secolo.
Durante gli anni trascorsi sotto la tutela della duchessa vedova, la giovane Catherine rimase coinvolta in una serie di scandali che, in seguito, una volta divenuta regina, avrebbero compromesso la sua reputazione.
La prima avventura di Catherine risale circa al 1536, anno in cui era stato assunto come insegnante di musica un giovane gentiluomo del posto, Henry Mannox: "alle gentili e lusinghiere insistenze di Mannox gli permisi diverse volte di toccare e sfiorare le parti segrete del mio corpo, cosa che per onestà io non avrei dovuto permettergli e lui non avrebbe dovuto chiedermi".
In seguito la duchessa vedova sostenne di avere allontanato Mannox non appena scoperto che egli cercava di insidiare la sua giovane protetta, tanto più che le origini nobiliari di Catherine rendevano impossibile un eventuale matrimonio con un semplice insegnante di musica.
Lo stesso Mannox, anni dopo, pur ammettendo che tra i due vi era stato "più di quanto sia conveniente", giurò di non averla mai "conosciuta carnalmente".
La successiva relazione di Catherine con Francis Dereham, un giovane che viveva a pagamento a Lambeth, ebbe conseguenze più serie, dal momento che i due si chiamavano reciprocamente "marito" e "moglie". A tal proposito la stessa Catherine dichiarò: "Francis Dereham, con molte lusinghe, mi piegò ai suoi propositi viziosi e ottenne prima di giacere sul mio letto in farsetto e calzamaglia, poi dentro il letto e infine giacque nudo con me e fece con me quel che fa un uomo con sua moglie, molte e svariate volte ma quanto spesso non lo so". Secondo le leggi dell'epoca una promessa di matrimonio, anche poco formale, se seguita dalla consumazione conferiva al vincolo la forza di un matrimonio vero e proprio. A riprova della serietà del legame vi è il fatto che il giovane Dereham affidasse a Catherine i propri risparmi prima di partire per l'Irlanda nel 1538.
Tuttavia l'interesse della giovane per quello che all'epoca reputava il proprio marito si sopì dopo la partenza di Dereham per l'Irlanda e l'ingresso a corte al seguito di Anna di Clèves; proprio a corte, probabilmente all'inizio del 1540 Catherine conobbe il giovane e ambizioso Thomas Culpeper, suo lontano cugino e gentiluomo di camera del re e probabilmente intrecciò una relazione con lui.
Fu a questo punto che entrò in scena Enrico: il sovrano ormai cinquantenne, deluso dall'aspetto della nuova regina e indispettito perché le nozze si erano rivelate politicamente meno vantaggiose del previsto, incominciò a interessarsi a lei.
All'epoca in cui attirò l'attenzione del re, Catherine aveva tra i diciotto e i vent'anni. Era soprannominata "parvissima puella" ovvero "fanciulla davvero minuscola", con riferimento alla giovane età e probabilmente alla bassa statura. L'ambasciatore Charles Marillac la definì "di media bellezza", lodandone la dolcezza e la grazia del volto e l'abitudine di vestire secondo la moda francese e le attribuì un'età di circa diciotto anni.
Pur non avendo avuto alcuna formale istruzione, la giovane Catherine era almeno in grado di leggere e scrivere, anche se a fatica.

## Il matrimonio con Enrico VIII
Un mese dopo il divorzio da Anna di Clèves, della quale Catherine era dama di corte, fu dunque celebrato il quinto matrimonio dell'ormai imponente sovrano d'Inghilterra: il 28 luglio 1540 ebbero luogo le nozze a Oatlands Palace, nel Surrey. Enrico VIII era perdutamente innamorato della nuova giovane sposa, da lui ribattezzata "rutilans rosa sine spina" ovvero "rosa rosseggiante e senza spine".
La nuova regina era appena uscita dall'adolescenza e non possedeva la cultura e la formazione appropriate per il delicato ruolo che era chiamata a svolgere.
Nel novembre del 1540 già si pose in attrito con l'arcivescovo Lee per il diritto di patronato dell'arcidiaconato di York, che voleva assegnare a uno dei suoi cappellani appena il posto si fosse reso vacante per la morte dell'arcidiacono in carica, fatto poco gradito a Lee che lo interpretava come una mancanza di carità nei confronti di un uomo prossimo alla dipartita.
L'anno seguente la giovanissima sovrana nominò quale proprio segretario personale Francis Dereham, ovvero colui che un tempo aveva chiamato "marito", forse per evitare ricatti o scandali dovuti al suo passato. I rapporti con Maria, la figlia maggiore del re, non erano buoni: la sovrana lamentava di non essere trattata con lo stesso rispetto e la stessa benevolenza dimostrata a Jane Seymour e ad Anna di Clèves.
I rapporti con la precedente sovrana, Anna di Clèves del cui seguito aveva brevemente fatto parte, erano estremamente cordiali, tanto che, durante le celebrazioni per il Natale del 1540 le due giovani trascorsero quasi tutte le serate danzando insieme, mentre il re, tormentato dai dolori alle gambe, si ritirava a dormire presto.
In quel momento però nulla sembrava turbare i sentimenti di Enrico che aveva deciso di portare con sé la moglie in un viaggio ufficiale: una spedizione nel Nord del Paese, forse con l'intento di farla incoronare a York. In questo frangente, attorno ai primi mesi del 1541, Catherine riprese la sua relazione con il cortigiano Thomas Culpeper. A questo punto la relazione tra i due era ben nota al seguito della regina.
Nel novembre del 1541, al ritorno dei sovrani dal viaggio ufficiale, un'ex dama di compagnia della duchessa di Norfolk, Mary Hall, fece pervenire a corte lettere anonime nelle quali dipingeva la regina come "una donna immorale, nel vivere e nel carattere" e l'accusava di avere avuto diversi amanti prima delle nozze con il re e che tale circostanza era stata di pubblico dominio.
Alcune cameriere del dormitorio in cui Catherine aveva alloggiato a Lambeth confermarono le relazioni avute dalla giovane con Mannox e con Dereham; la famiglia al completo si dissociò dalla giovane, disconoscendone le azioni e giungendo a distruggere il suo ritratto presente nella galleria della residenza di Lambeth.
La reazione di Enrico VIII fu spietata: numerosi esponenti della famiglia Howard, compresi vari fratelli e sorelle della regina e l'ultrasessantenne duchessa vedova di Norfolk, furono arrestati con l'accusa di alto tradimento e rinchiusi nella Torre di Londra, anche se, nel giro di un anno, vennero liberati con il perdono reale. Dereham e in seguito Culpeper, trovato in possesso di una compromettente lettera d'amore scritta da Catherine, furono arrestati e torturati, dopodiché la stessa regina venne arrestata il 12 novembre.
Dereham e Culpeper, giudicati colpevoli di alto tradimento, furono giustiziati il 10 dicembre 1541, Culpeper per decapitazione e Dereham venendo prima impiccato e poi squartato. Le teste mozzate dei due uomini vennero esposte sul London Bridge, dove rimasero fino al 1546.
Catherine fu privata del titolo di regina, i suoi beni furono confiscati e lei stessa venne rinchiusa nell'ex abbazia di Syon, dove piombò in uno stato di depressione che costrinse i carcerieri a sottrarre qualsiasi oggetto con cui avrebbe potuto cercare di suicidarsi.
A seguito delle ammissioni di Dereham e Culpeper, l'arcivescovo Cranmer le suggerì di appellarsi al precedente fidanzamento con Dereham e alla successiva consumazione.
Ciò avrebbe comportato automaticamente la nullità del matrimonio con il sovrano, vanificando ogni accusa di adulterio e le avrebbe garantito di avere salva la vita.
La giovane tuttavia rifiutò di considerare questa possibilità, asserendo che non vi era stata alcuna promessa di matrimonio tra lei e Dereham e che egli le avrebbe "usato violenza".
Nella speranza di essere graziata, e ancora dietro consiglio dell'arcivescovo Cranmer, Catherine scrisse una sgrammaticata lettera confessione indirizzata al re, definendosi "la suddita più dolente della Maestà Vostra e la più vile del mondo", implorando pietà "per la mia giovane età, la mia ignoranza, la mia debolezza, l'umile confessione dei miei peccati e il mio umile affidarmi alla Vostra clemenza e misericordia".
Accusata di avere condotto una vita "abominevole, meschina e viziosa" prima e durante il matrimonio fu deportata alla Torre di Londra l'11 gennaio 1542 e ivi decapitata all'alba del 13 febbraio 1542.
La notte prima dell'esecuzione, appena le fu comunicato di prepararsi per essere giustiziata il giorno seguente, si tramanda che Catherine abbia richiesto che le venisse portato il ceppo nella propria cella per esercitarsi a poggiarvi il capo; tuttavia, il mattino successivo, la giovane apparve talmente debole da avere bisogno di essere sorretta per salire sul patibolo.
Nel suo ultimo discorso al popolo Catherine chiese perdono e proclamò il proprio amore per il re, dichiarando che la morte era "giusta e meritata" per i propri crimini e supplicando i presenti di pregare per lei. Non corrisponde a verità la leggenda secondo cui le sue ultime parole sarebbero state "Muoio come una regina, ma preferirei morire come moglie di Culpeper".
Al momento della morte Catherine Howard aveva tra i diciotto e i ventun anni ed era stata regina per poco più di diciotto mesi.
Immediatamente dopo la regina fu decapitata la vedova di George Boleyn, Lady Jane Rochford, che era stata dama di compagnia della regina ed era stata accusata di averne favorito la tresca con il giovane Thomas Culpeper, il che costituiva alto tradimento.
La donna, durante la prigionia, aveva subito un tracollo nervoso, ma ciò non valse a salvarle la vita in quanto il Parlamento inglese aveva appena approvato, su ordine del sovrano, una legge che consentiva di giustiziare anche le persone insane di mente.
Entrambe le donne furono sepolte sotto il pavimento della Chiesa di San Pietro ad Vincula, dove sei anni prima erano stati seppelliti Anna Bolena e il fratello George.

## Nella cultura
Catherine è stata più volte portata sulle scene, dal cinema alla televisione, nella musica e nella letteratura:
- Gabrielle Morton la interpretò nel film muto del 1926 Hampton Court Palace
- Binnie Barnes la interpretò in Le sei mogli di Enrico VIII del 1933
- Angela Pleasence (nata 1947) per la miniserie della BBC Le sei mogli di Enrico VIII del 1970, dove Catherine viene presentata come una donna determinata a sfruttare l'ingenuo Culpeper per concepire un figlio e mettersi al sicuro
- Nel 1972 Lynne Frederick la portò sullo schermo nel film Tutte le donne del re apparendo in una luce decisamente più favorevole
- Nel 1998 viene allestita l'opera teatrale Catherine Howard dove viene interpretata dall'attrice Emilia Fox
- La sua storia viene raccontata nella canzone Catherine Howard's Fate del gruppo musicale Blackmore's Night, estratta dall'album Under a Violet Moon del 1999
- Nel 2003 viene prodotto lo sceneggiato Henry VIII dove Catherine viene interpretata da Emily Blunt
- Nel 2009 e 2010 il suo personaggio viene affidato a Tamzin Merchant nella serie televisiva I Tudors
- Nel libro The Fifth Queen del 1906 per opera di Ford Madox Ford Catherine viene rappresentata come una devota cattolica desiderosa di riportare il marito entro il cattolicesimo
- Eleanor Hibbert porta Catherine in due dei suoi romanzi Rose Without a Torn del 1993 e Murder Most Royal del 1949
- Compare come protagonista, dal suo punto di vista riguardo al matrimonio con Enrico VIII, nella canzone "Marry me" di Emilie Autumn, estratta dall'album Opheliac del 2006
- Ne L'eredità della regina del 2006, per opera di Philippa Gregory, Catherine è uno dei personaggi principali
- Nel musical Six, di Toby Marlow e Lucy Moss, con protagoniste le sei mogli di Enrico VIII, Catherine è stata originariamente interpretata da Aimie Atkinson
- C. J. Sansom ha inserito Catherine in uno dei suoi romanzi gialli Il segreto della Torre di Londra del 2006.

## Ascendenza
|                                   |                  |                      | Genitori           |  |  | Nonni |  |  | Bisnonni                       |  |  | Trisnonni     |  |
|                                   |                  |                      |                    |  |  |       |  |  | John Howard, I duca di Norfolk |  |  | Robert Howard |  |
|                                   |                  |                      |                    |  |  |       |  |  | John Howard, I duca di Norfolk |  |  | Robert Howard |  |
|                                   |                  | Margaret de Mowbray  |                    |  |  |       |  |  | John Howard, I duca di Norfolk |  |  |               |  |
| Thomas Howard, II duca di Norfolk |                  |                      |                    |  |  |       |  |  | John Howard, I duca di Norfolk |  |  |               |  |
|                                   |                  | Katherine de Moleyns | William de Moleyns |  |  |       |  |  |                                |  |  |               |  |
|                                   |                  | Katherine de Moleyns | William de Moleyns |  |  |       |  |  |                                |  |  |               |  |
|                                   |                  | Katherine de Moleyns | Anne Whalesborough |  |  |       |  |  |                                |  |  |               |  |
| Edmund Howard                     |                  | Katherine de Moleyns |                    |  |  |       |  |  |                                |  |  |               |  |
|                                   |                  | Frederick Tilney     | Philip Tilney      |  |  |       |  |  |                                |  |  |               |  |
|                                   |                  | Frederick Tilney     | Philip Tilney      |  |  |       |  |  |                                |  |  |               |  |
|                                   |                  | Frederick Tilney     | Isabel Thorpe      |  |  |       |  |  |                                |  |  |               |  |
| Elizabeth Tilney                  |                  | Frederick Tilney     |                    |  |  |       |  |  |                                |  |  |               |  |
|                                   |                  | Elizabeth Cheney     | Lawrence Cheney    |  |  |       |  |  |                                |  |  |               |  |
|                                   |                  | Elizabeth Cheney     | Lawrence Cheney    |  |  |       |  |  |                                |  |  |               |  |
|                                   |                  | Elizabeth Cheney     | Elizabeth Cockayne |  |  |       |  |  |                                |  |  |               |  |
| Catherine Howard                  |                  | Elizabeth Cheney     |                    |  |  |       |  |  |                                |  |  |               |  |
|                                   | William Culpeper | John Culpepper       |                    |  |  |       |  |  |                                |  |  |               |  |
|                                   | William Culpeper | John Culpepper       |                    |  |  |       |  |  |                                |  |  |               |  |
|                                   | William Culpeper | Catherine Charles    |                    |  |  |       |  |  |                                |  |  |               |  |
| Richard Culpeper                  | William Culpeper |                      |                    |  |  |       |  |  |                                |  |  |               |  |
|                                   |                  | Elizabeth Ferrers    | William Ferrers    |  |  |       |  |  |                                |  |  |               |  |
|                                   |                  | Elizabeth Ferrers    | William Ferrers    |  |  |       |  |  |                                |  |  |               |  |
|                                   |                  | Elizabeth Ferrers    | Philippa Clifford  |  |  |       |  |  |                                |  |  |               |  |
| Joyce Culpeper                    |                  | Elizabeth Ferrers    |                    |  |  |       |  |  |                                |  |  |               |  |
|                                   |                  | Ottwell Worsley      | Richard Worsley    |  |  |       |  |  |                                |  |  |               |  |
|                                   |                  | Ottwell Worsley      | Richard Worsley    |  |  |       |  |  |                                |  |  |               |  |
|                                   |                  | Ottwell Worsley      | Catherine Clark    |  |  |       |  |  |                                |  |  |               |  |
| Isabel Worsley                    |                  | Ottwell Worsley      |                    |  |  |       |  |  |                                |  |  |               |  |
|                                   |                  | Rose Trevor          | Edward Trevor      |  |  |       |  |  |                                |  |  |               |  |
|                                   |                  | Rose Trevor          | Edward Trevor      |  |  |       |  |  |                                |  |  |               |  |
|                                   |                  | Rose Trevor          | Angharad Puleston  |  |  |       |  |  |                                |  |  |               |  |
|                                   |                  | Rose Trevor          |                    |  |  |       |  |  |                                |  |  |               |  |